# Serie de dezintegrare
În fizica și chimia nucleară, seria de dezintegrare (numită și lanț de dezintegrare, familie de dezintegrare sau radioactivitate in cascadă) reprezintă o serie secvențială de evenimente de dezintegrare succesive, genetic legate prin intermediul unor produși de dezintegrare intermediari. Majoritatea radioizotopilor nu se transformă direct într-un izotop stabil, ci suferă o serie de dezintegrări până la trecerea într-o formă finală, stabilă.
Etapele de dezintegrare sunt denumite în funcție de relațiile lor anterioare sau ulterioare. Un izotop părinte este acel radioizotop care suferă un eveniment de dezintegrare radioactivă, transformându-se într-un izotop fiică. Acest izotop fiică poate fi stabil sau se poate dezintegra la rândul său, dând naștere unui izotop fiică propriu; acest „izotop nepoată” este genetic legat de părintele fiicei, deci de „bunicul” său. 
Timpul necesar pentru un singur atom părinte să se transforme prin dezintegrare într-un atom al izotopului fiică poate varia în limite largi, nu numai între perechile părinte-fiică dar – de asemenea – în mod aleatoriu între perechi identice de izotopi părinte și izotopi fiică. Dezintegrarea fiecărui atom are loc spontan, dezintegrarea unei populații inițiale de atomi identici într-un interval de timp t urmând o distribuție de dezintegrare exponențială e−λt, unde λ reprezintă așa-numita constantă de dezintegrare. Una dintre proprietățile unui radioizotop este perioada (timpul) de înjumătățire, respectiv timpul în care jumătate dintr-un număr inițial de nuclee de radioizotop părinte identice se dezintegrează la fiicele lor, fiind invers proporțională cu λ. Perioadele de înjumătățire au fost determinate pentru majoritatea radioizotopilor, variind de la fracțiuni de secundă la 1019 ani sau mai mult.
Produșii de dezintegrare intermediari au o radioactivitate egală cu cea a radioizotopului părinte (adică există un raport unu-la-unu între numărul de dezintegrări în etapele succesive de dezintegrare), dar cantitatea de energie eliberată în fiecare din aceste etape este diferită. Dacă eventual starea de echilibru este atinsă, fiecare izotop fiică succesiv este prezent într-o cantitate direct proporțională cu timpul său de înjumătățire; cum însă activitatea este invers proporțională cu perioada de înjumătățire, fiecare nuclid din lanțul de dezintegrare  contribuie în cele din urmă cu tot atâtea evenimente de dezintegrare ca și nuclidul părinte, chiar dacă nu cu acceași energie. De exemplu, 238U prezintă o radioactivitate slabă, dar pehblenda este de 13 ori mai activă comparativ cu uraniul metalic; fenomenul se datorează prezenței radiului și a celorlalți radioizotopi fiică genetic produși. Pe lângă faptul că sunt destul de activi, izotopii radiului generează în următoarea etapă de dezintegrare radon, un gaz inert radioactiv greu, care se poate acumula în spații închise precum subsolurile caselor sau mine subterane.

## Istoric
Toate elementele (deci și izotopii acestora) prezente pe Pământ (cu excepția hidrogenului, deuteriului, heliului, 3He și – probabil – urme ale izotopilor stabili ale litiului și beriliului, care au fost create în Big Bang) au fost produse prin procesele s și r în stele; cele care mai sunt astăzi parte a Pământului au fost create acum 4,5 miliarde de ani în urmă sau anterior. Toate elementele produse cu mai mult de 4,5 miliarde de ani în urmă sunt denumite primordiale, ceea ce înseamnă că au fost generate în Univers prin procese care au loc în stele. Din momentul în care au fost create, cele instabile au început a se dezintegra. Toți izotopii care au timpul de înjumătățire mai mic de 100 de milioane de ani au în prezent o concentrație de maxim 2,8×10−12% din cea în care au fost prezente inițial pe Pământ, indiferent de cât a fost acesta; astfel, radioizotopii primordiali mai apar pe Pământ fie în urme, fie au dispărut complet. Există doar alte două metode pentru a crea izotopi: în mod artificial, ca de exemplu în interiorul reactorililor nucleari (uneori naturali), sau prin dezintegrarea unui specii izotopice părinte, proces cunoscut și ca serie de dezintegrare.
Izotopii instabili se dezintegrează cu o viteză dată în produșii fiică (care pot fi uneori chiar mai instabili decât părintele); în cele din urmă – de multe ori, după o serie de dezintegrări succesive – se ajunge la o formă finală reprezentată de un izotop stabil. Izotopii stabili (circa 200 astfel de specii în Univers) sunt caracterizate printr-un raport aproximativ unitar între numărul de neutroni și cel de protoni din nucleul lor pentru nuclee ușoare, crescând treptat până la circa 1,5 pentru elementele grele precum plumbul (cel mai greu izotop stabil existent este 208Pb). Radioizotopii mai grei se stabilizază prin eliminarea excesului de masă, de cele mai multe ori prin dezintegrare alfa. Altă metodă comună prin care izotopii cu raport neutron-proton (n/p) ridicat se stabilizează este dezintegrare β–, în care nuclidul își modifică identitatea elementală, păstrând greutatea, dar diminuându-și raportul n/p. Pentru izotopi cu raport n/p scăzut are loc un proces invers de dezintegrare β+, prin care un proton se transformă într-un neutron, deplasându-se astfel către o formă stabilă; cu toate acestea, deoarece fisiunea nucleară produce aproape întotdeauna radioizotopi cu exces de neutroni, emisia de pozitroni este relativ rară în comparație cu emisia de electroni. Există multe serii de dezintegrare beta relativ scurte, cu cel puțin două evenimente de dezintegrare (unul β– și unul β+) pentru fiecare radioizotop cu masă de până la 207 și chiar peste. Pentru izotopi mai grei decât cei ai plumbului există patru serii de dezintegrare care cuprind toate modurile de dezintegrare amintite: dezintegrările alfa (care reduce greutatea nuclidului părinte cu 4 uam) și cele beta, care nu modifică greutatea atomică, ci doar numărul atomic și raportul p/n. Cele patru serii sunt denumite 4n, 4n + 1, 4n + 2, 4n + 3; (practic, restul împărțirii masei atomice a izotopului părinte la patru). Există și alte moduri de dezintegrare, dar ele apar invariabil cu o probabilitate mai mică decât dezintegrările alfa și beta (aceasta nu presupune că aceste serii nu prezintă ramificații, ci doar că se are în vedere o situație simplificată). 
Trei dintre aceste serii pornesc de la un radioizotop cosmogen de viață lungă, însemnând că procesul de atingere a stării de echilibru decurge greu în prima sa parte. Acești trei radionuclizi sunt 238U (cu un timp de înjumătățire de 4,5 miliarde de ani), 235U (timp de înjumătățire de 700 milioane de ani) și 232Th (timp de înjumătățire de 14 miliarde de ani). Cea de-a patra serie (4n + 1) pornește dintr-un radioizotop de viață mai scurtă, permițând atingerea mai rapidă a echilibrului; inițial s-a presupus că seria se încheie în 209Bi, considerat mult timp ca fiind stabil. Recent însă s-a demonstrat că 209Bi este radioactiv, trecând prin emisie alfa în 205Tl, stabil.  În trecutul îndepărtat, pe când se forma Sistemul solar, mai mulți radionuclizi cosmogeni grei (în prezent extincți) au fost prezenți, cele patru serii de dezintegare pornind de la alte capete de serie. Acești radioizotopi au fost recreați pe Pământ de către om prin utilizarea bombei atomice sau a reactorilor nucleari. Astfel, 239Pu cu un timp de înjumătățire de „doar” 24500 de ani, se dezintegrează prin emisie alfa în 235U. De asemenea, prin producerea de 237Np, seria de dezintegrare 4n + 1 (anterior dispărută) a fost regenerată.

## Moduri de dezintegrare

Această diagramă ilustrează cele patru serii de dezintegrare discutate în text: seria thoriului (4n, în albastru), seria neptuniului (4n+1, în violet), seria uraniului (4n+2, în roșu) și seria actiniului (4n+3, în verde).

Cele mai comune moduri de dezintegrare radioactivă sunt: dezintegrarea alfa,  dezintegrarea β–, dezintegrarea β+ și tranziția izomeră (T.I.). Dintre acestea, doar dezintegrarea alfa schimbă masă atomică (A) a nucleului părinte, trecând într-o fiică cu masă mai mică cu 4 uam. Din acest motiv, aproape orice dezintegrare va conduce la un nucleu a cărui masă va da același rest prin împărțirea la 4 ca și părintele, definind astfel cele patru serii de dezintegrare. Prin dezintegrare alfa se produc și particule alfa (nuclee de 4He). 
Principalele trei serii (sau familii) naturale de dezintegrare, sunt deobicei numite seria thoriului, seria uraniului și seria actiniului, toate încheiate în izotopi ai plumbului. Numarul de masă al fiecarui izotop din aceste serii urmează o legitate de tip A = 4n, A = 4n + 2, respectiv A = 4n + 3. Capetele de serie sunt radioizotopii primordiali 232Th, 238U, respectiv 235U.
Din cauza timpului de înjumătățire relativ scurt al 237Np (2,14 milioane de ani), seria A = 4n + 1 (seria neptuniului) era pe cale de disparitie în natură (cu excepția ultimei etape, dezintegrarea 209Bi la 205Tl, stabil). 209Bi este slab radioactiv, cu un timp de înjumătățire de 1,9×1019 ani.
În natură există și alte serii de dezintegrare care implică elemente mai ușoare, de exemplu seriile 28Mg sau 39Cl. Cele mai multe dintre aceste serii de dezintegrare prezente pe Pământ înainte de 1945 au fost generate de radiațiile cosmice. Din 1945, testarea și utilizarea de arme nucleare, respectiv reactori nucleari, a dus la formarea produșilor de fisiune sau de activare. Aproape toți acești radioizotopi se stabilizează secvențial prin emisie β− sau β+, pănă se transformă într-un izotop stabil.

## Seriile de dezintegrare ale actinidelor
În cele patru tabele de mai jos sunt omise ramurile minore de dezintegrare (cu o probabilitate de ramificare mai mică de 0,0001%). Energia eliberată include energia cinetică totală a tuturor particulelor emise (electroni, particule alfa, cuante gama, neutrini, electroni Auger și radiații X) și energia de recul a nucleului, presupunând că nucleul original a fost în stare de repaus.
Tabelele conțin și denumirile istorice ale radionuclizilor naturali ce apar în aceste serii de dezintegrare, cu excepția neptuniului. Aceste denumiri au fost folosite la momentul în care seriile de dezintegrare au fost descoperite și investigate. Aceste denumiri istorice pot fi utilizate pentru a localiza cărei serii respectivul radionuclid aparține. 
Cei trei serii naturale ale actinidelor – a thoriului, uraniului (de la 238U) și a actiniul (235U) – toate se termină în izotopi ai plumbului (208Pb, 206Pb, respectiv 207Pb). Toți acești izotopi sunt stabili și sunt prezenți în natură ca nuclizi primordiali. Cantitatea în exces relativ la 204Pb (care este doar de origine primordială) poate fi folosită în tehnica de datare uraniu-plumb, utilizată în determinarea vârstei rocilor.

### Seria thoriului

Seria de dezintegrare 4n este deobicei denumită „seria thoriului”. Acestă serie începe cu radioizotopul natural 232Th și include următoarele elemente: actiniului, bismut, plumb, poloniu, radiu, radon și taliu. Toate sunt prezente – cel puțin tranzitoriu – în orice probă naturală care conține thoriu (în formă metalică, compus chimic sau minerale). Seria se termină cu 208Pb.
Energia totală eliberată de 232Th pentru a se transforma în 208Pb este 42,6 MeV, incluzând energia a pierdută prin neutrini.
| Nuclid | Denumire istorică (scurtă) | Denumire istorică (lungă)  | Mod de dezintegrare | Timp de înjumătățire | Energie eliberată, MeV | Produs de dezintegrare |
| ------ | -------------------------- | -------------------------- | ------------------- | -------------------- | ---------------------- | ---------------------- |
| 252Cf  |                            |                            | α                   | 2.645 a              | 6,1181                 | 248Cm                  |
| 248Cm  |                            |                            | α                   | 3.4×105 a            | 5,162                  | 244Pu                  |
| 244Pu  |                            |                            | α                   | 8×107 a              | 4,589                  | 240U                   |
| 240U   |                            |                            | β−                  | 14,1 h               | 0,39                   | 240Np                  |
| 240Np  |                            |                            | β−                  | 1,032 h              | 2,2                    | 240Pu                  |
| 240Pu  |                            |                            | α                   | 6561 a               | 5,1683                 | 236U                   |
| 236U   |                            | Thorouraniu                | α                   | 2.3×107 a            | 4,494                  | 232Th                  |
| 232Th  | Th                         | Thoriu                     | α                   | 1.405×1010 a         | 4,081                  | 228Ra                  |
| 228Ra  | MsTh1                      | Mezothoriu 1               | β−                  | 5,75 a               | 0,046                  | 228Ac                  |
| 228Ac  | MsTh2                      | Mezothoriu 2               | β−                  | 6,25 h               | 2,124                  | 228Th                  |
| 228Th  | RdTh                       | Radiothoriu                | α                   | 1,9116 a             | 5,520                  | 224Ra                  |
| 224Ra  | ThX                        | Thoriu X                   | α                   | 3,6319 d             | 5,789                  | 220Rn                  |
| 220Rn  | Tn                         | Thoron, Emanația thoriului | α                   | 55,6 s               | 6,404                  | 216Po                  |
| 216Po  | ThA                        | Thoriu A                   | α                   | 0,145 s              | 6,906                  | 212Pb                  |
| 212Pb  | ThB                        | Thoriu B                   | β−                  | 10,64 h              | 0,570                  | 212Bi                  |
| 212Bi  | ThC                        | Thoriu C                   | β− 64,06% α 35,94%  | 60,55 min            | 2,252 6,208            | 212Po 208Tl            |
| 212Po  | ThC′                       | Thoriu C′                  | α                   | 299 ns               | 8,784                  | 208Pb                  |
| 208Tl  | ThC″                       | Thoriu C″                  | β−                  | 3,053 min            | 1,803                  | 208Pb                  |
| 208Pb  | ThD                        | Thoriu D                   | stabil              | .                    | .                      | .                      |

### Seria neptuniului

Seria de dezintegrare 4n + 1 este deobicei denumită „seria neptuniului”. Doar doi dintre izotopii implicați în acestă serie se găsesc în natură și anume ultimii doi: 209Bi și 205Tl. Într-un detector de fum care conține o cameră de ionizare cu 241Am se acumulează o cantitate semnificativă de 237Np ca produs de dezintegrare alfa; următoarele elemente sunt, de asemenea, prezente – cel puțin tranzitoriu – ca produse de dezintegrare ale neptuniului: actiniului, astatin, bismut, franciu, plumb, poloniu, protactiniu, radiu, taliu, thoriu și uraniu. Întrucât această serie a fost studiată după 1945, radionuclizii implicați nu au nume istoric. O trăsătură unică a acestei serii de dezintegrare este că nu include niciun izotop al gazului nobil radon, deci emanația radioactivă este inferioară celei corspunzătoare seriilor 4n, 4n + 2 și 4n + 3.
Energia totală eliberată de 249Cf pentru a se transforma în 205Tl este 66,8 MeV, incluzând energia a pierdută prin neutrini.
| Nuclid | Mod de dezintegrare | Timp de înjumătățire | Energie eliberată, MeV | Produs de dezintegrare |
| ------ | ------------------- | -------------------- | ---------------------- | ---------------------- |
| 249Cf  | α                   | 351 a                | 5,813 + 0,388          | 245Cm                  |
| 245Cm  | α                   | 8500 a               | 5,362 + 0,175          | 241Pu                  |
| 241Pu  | β−                  | 14,4 a               | 0,021                  | 241Am                  |
| 241Am  | α                   | 432,7 a              | 5,638                  | 237Np                  |
| 237Np  | α                   | 2,14·106 a           | 4,959                  | 233Pa                  |
| 233Pa  | β−                  | 27,0 d               | 0,571                  | 233U                   |
| 233U   | α                   | 1,592·105 a          | 4,909                  | 229Th                  |
| 229Th  | α                   | 7340 a               | 5,168                  | 225Ra                  |
| 225Ra  | β−                  | 14,9 d               | 0,36                   | 225Ac                  |
| 225Ac  | α                   | 10,0 d               | 5,935                  | 221Fr                  |
| 221Fr  | α                   | 4,8 min              | 6,3                    | 217At                  |
| 217At  | α                   | 32 ms                | 7,0                    | 213Bi                  |
| 213Bi  | β− 97,80% α 2,20%   | 46,5 min             | 1,423 5,87             | 213Po 209Tl            |
| 213Po  | α                   | 3,72 μs              | 8,536                  | 209Pb                  |
| 209Tl  | β−                  | 2,2 min              | 3,99                   | 209Pb                  |
| 209Pb  | β−                  | 3,25 h               | 0,644                  | 209Bi                  |
| 209Bi  | α                   | 1,9·1019 a           | 3,137                  | 205Tl                  |
| 205Tl  | .                   | stabil               | .                      | .                      |

### Seria uraniului (radiului)

(Grafic mai cuprinzător)

Seria de dezintegrare 4n + 2 este deobicei denumită „seria uraniului”, uneori „seria radiului”. Începe cu 238U (natural) și include următoarele elemente: astatin, bismut, plumb, poloniu, protactiniu, radiu, radon, taliu, și thoriu. Toate sunt prezente – cel puțin tranzitoriu – în orice probă naturală care conține uraniu (în formă metalică, compus chimic sau minerale). Seria se termină cu 206Pb.
Energia totală eliberată de 238U pentru a se transforma în 206Pb este 51,7 MeV, incluzând energia a pierdută prin neutrini.
| \| Nuclid părinte \| Denumire istorică (scurtă) \| Denumire istorică (lungă) \| Masa atomică, uam[RS 1] \| Mod de dezintegrare[RS 2] \| Probabilitate de ramificare[RS 2] \| Timp de înjumătțire[RS 2] \| Energie eliberată, MeV[RS 2] \| Nuclid fiică[RS 2] \| Subtotal, MeV \| \| -------------- \| -------------------------- \| ------------------------- \| ----------------------- \| ------------------------- \| --------------------------------- \| ------------------------- \| ---------------------------- \| ------------------ \| ------------- \| \| 238U \| UI \| Uraniu I \| 238,051 \| α \| 100 % \| 4,468·109 a \| 4,26975 \| 234Th \| 4,2698 \| \| 234Th \| UX1 \| Uraniu X1 \| 234,044 \| β− \| 100 % \| 24,10 d \| 0,273088 \| 234mPa \| 4,5428 \| \| 234mPa \| UX2, Bv \| Uraniu X2, Breviu \| 234,043 \| T.I. \| 0,16 % \| 1,159 min \| 0,07392 \| 234Pa \| 4,6168 \| \| 234mPa \| UX2, Bv \| Uraniu X2, Breviu \| 234,043 \| β− \| 99,84 % \| 1,159 min \| 2,268205 \| 234U \| 6,8110 \| \| 234Pa \| UZ \| Uraniu Z \| 234,043 \| β− \| 100 % \| 6,70 h \| 2,194285 \| 234U \| 6,8110 \| \| 234U \| UII \| Uraniu II \| 234,041 \| α \| 100 % \| 2,455·105 a \| 4,8598 \| 230Th \| 11,6708 \| \| 230Th \| Io \| Ioniu \| 230,033 \| α \| 100 % \| 7,54·104 a \| 4,76975 \| 226Ra \| 16,4406 \| \| 226Ra \| Ra \| Radiu \| 226,025 \| α \| 100 % \| 1600 a \| 4,87062 \| 222Rn \| 21,3112 \| \| 222Rn \| Rn \| Radon, Emanația radiului \| 222,018 \| α \| 100 % \| 3,8235 d \| 5,59031 \| 218Po \| 26,9015 \| \| 218Po \| RaA \| Radiu A \| 218,009 \| β− \| 0,020 % \| 3,098 min \| 0,259913 \| 218At \| 27,1614 \| \| 218Po \| RaA \| Radiu A \| 218,009 \| α \| 99,98 % \| 3,098 min \| 6,11468 \| 214Pb \| 33,0162 \| \| 218At \| \| \| 218,009 \| β− \| 0,1 % \| 1,5 s \| 2,881314 \| 218Rn \| 30,0428 \| \| 218At \| \| \| 218,009 \| α \| 99,9 % \| 1,5 s \| 6,874 \| 214Bi \| 34,0354 \| \| 218Rn \| \| \| 218,006 \| α \| 100 % \| 35 ms \| 7,26254 \| 214Po \| 37,3053 \| \| 214Pb \| RaB \| Radiu B \| 214,000 \| β− \| 100 % \| 26,8 min \| 1,019237 \| 214Bi \| 34,0354 \| \| 214Bi \| RaC \| Radiu C \| 213,999 \| β− \| 99,979 % \| 19,9 min \| 3,269857 \| 214Po \| 37,3053 \| \| 214Bi \| RaC \| Radiu C \| 213,999 \| α \| 0,021 % \| 19,9 min \| 5,62119 \| 210Tl \| 39,6566 \| \| 214Po \| RaC' \| Radiu C' \| 213,995 \| α \| 100 % \| 164,3 μs \| 7,83346 \| 210Pb \| 45,1388 \| \| 210Tl \| RaC" \| Radiu C" \| 209,990 \| β− \| 100 % \| 1,30 min \| 5,48213 \| 210Pb \| 45,1388 \| \| 210Pb \| RaD \| Radiu D \| 209,984 \| β− \| 100 % \| 22,20 a \| 0,063487 \| 210Bi \| 45,2022 \| \| 210Pb \| RaD \| Radiu D \| 209,984 \| α \| 1,9·10−6 % \| 22,20 a \| 3,7923 \| 206Hg \| 48,9311 \| \| 210Bi \| RaE \| Radiu E \| 209,984 \| β− \| 100 % \| 5,012 d \| 1,161234 \| 210Po \| 46,3635 \| \| 210Bi \| RaE \| Radiu E \| 209,984 \| α \| 13,2·10−5 % \| 5,012 d \| 5,03647 \| 206Tl \| 50,2387 \| \| 210Po \| RaF \| Radiu F \| 209,983 \| α \| 100 % \| 138,376 d \| 5,40745 \| 206Pb \| 51,7709 \| \| 206Hg \| \| \| 205,978 \| β− \| 100 % \| 8,32 min \| 1,307649 \| 206Tl \| 50,2387 \| \| 206Tl \| RaE" \| Radiu E" \| 205,976 \| β− \| 100 % \| 4,202 min \| 1,532221 \| 206Pb \| 51,7709 \| \| 206Pb \| RaG \| Radiu G \| 205,974 \| stabil \| - \| - \| - \| - \| 51,7709 \| |                            |                           |                   |                     |                             |                     |                        |              |               |
| 1. 2. |                            |                           |                   |                     |                             |                     |                        |              |               |
| Nuclid părinte | Denumire istorică (scurtă) | Denumire istorică (lungă) | Masa atomică, uam | Mod de dezintegrare | Probabilitate de ramificare | Timp de înjumătțire | Energie eliberată, MeV | Nuclid fiică | Subtotal, MeV |
| 238U | UI                         | Uraniu I                  | 238,051           | α                   | 100 %                       | 4,468·109 a         | 4,26975                | 234Th        | 4,2698        |
| 234Th | UX1                        | Uraniu X1                 | 234,044           | β−                  | 100 %                       | 24,10 d             | 0,273088               | 234mPa       | 4,5428        |
| 234mPa | UX2, Bv                    | Uraniu X2, Breviu         | 234,043           | T.I.                | 0,16 %                      | 1,159 min           | 0,07392                | 234Pa        | 4,6168        |
| 234mPa | UX2, Bv                    | Uraniu X2, Breviu         | 234,043           | β−                  | 99,84 %                     | 1,159 min           | 2,268205               | 234U         | 6,8110        |
| 234Pa | UZ                         | Uraniu Z                  | 234,043           | β−                  | 100 %                       | 6,70 h              | 2,194285               | 234U         | 6,8110        |
| 234U | UII                        | Uraniu II                 | 234,041           | α                   | 100 %                       | 2,455·105 a         | 4,8598                 | 230Th        | 11,6708       |
| 230Th | Io                         | Ioniu                     | 230,033           | α                   | 100 %                       | 7,54·104 a          | 4,76975                | 226Ra        | 16,4406       |
| 226Ra | Ra                         | Radiu                     | 226,025           | α                   | 100 %                       | 1600 a              | 4,87062                | 222Rn        | 21,3112       |
| 222Rn | Rn                         | Radon, Emanația radiului  | 222,018           | α                   | 100 %                       | 3,8235 d            | 5,59031                | 218Po        | 26,9015       |
| 218Po | RaA                        | Radiu A                   | 218,009           | β−                  | 0,020 %                     | 3,098 min           | 0,259913               | 218At        | 27,1614       |
| 218Po | RaA                        | Radiu A                   | 218,009           | α                   | 99,98 %                     | 3,098 min           | 6,11468                | 214Pb        | 33,0162       |
| 218At |                            |                           | 218,009           | β−                  | 0,1 %                       | 1,5 s               | 2,881314               | 218Rn        | 30,0428       |
| 218At |                            |                           | 218,009           | α                   | 99,9 %                      | 1,5 s               | 6,874                  | 214Bi        | 34,0354       |
| 218Rn |                            |                           | 218,006           | α                   | 100 %                       | 35 ms               | 7,26254                | 214Po        | 37,3053       |
| 214Pb | RaB                        | Radiu B                   | 214,000           | β−                  | 100 %                       | 26,8 min            | 1,019237               | 214Bi        | 34,0354       |
| 214Bi | RaC                        | Radiu C                   | 213,999           | β−                  | 99,979 %                    | 19,9 min            | 3,269857               | 214Po        | 37,3053       |
| 214Bi | RaC                        | Radiu C                   | 213,999           | α                   | 0,021 %                     | 19,9 min            | 5,62119                | 210Tl        | 39,6566       |
| 214Po | RaC'                       | Radiu C'                  | 213,995           | α                   | 100 %                       | 164,3 μs            | 7,83346                | 210Pb        | 45,1388       |
| 210Tl | RaC"                       | Radiu C"                  | 209,990           | β−                  | 100 %                       | 1,30 min            | 5,48213                | 210Pb        | 45,1388       |
| 210Pb | RaD                        | Radiu D                   | 209,984           | β−                  | 100 %                       | 22,20 a             | 0,063487               | 210Bi        | 45,2022       |
| 210Pb | RaD                        | Radiu D                   | 209,984           | α                   | 1,9·10−6 %                  | 22,20 a             | 3,7923                 | 206Hg        | 48,9311       |
| 210Bi | RaE                        | Radiu E                   | 209,984           | β−                  | 100 %                       | 5,012 d             | 1,161234               | 210Po        | 46,3635       |
| 210Bi | RaE                        | Radiu E                   | 209,984           | α                   | 13,2·10−5 %                 | 5,012 d             | 5,03647                | 206Tl        | 50,2387       |
| 210Po | RaF                        | Radiu F                   | 209,983           | α                   | 100 %                       | 138,376 d           | 5,40745                | 206Pb        | 51,7709       |
| 206Hg |                            |                           | 205,978           | β−                  | 100 %                       | 8,32 min            | 1,307649               | 206Tl        | 50,2387       |
| 206Tl | RaE"                       | Radiu E"                  | 205,976           | β−                  | 100 %                       | 4,202 min           | 1,532221               | 206Pb        | 51,7709       |
| 206Pb | RaG                        | Radiu G                   | 205,974           | stabil              | -                           | -                   | -                      | -            | 51,7709       |

### Seria actiniului (plutoniului)

(Grafic mai detaliat)

Seria de dezintegrare 4n + 3 este deobicei denumită „seria actiniului”, uneori „seria actinouraniului” sau „seria plutoniului”. Începe cu 235U (natural) și include următoarele elemente: actiniului, astatin, bismut, franciu, plumb, poloniu, protactiniu, radiu, radon, taliu, și thoriu. Toate sunt prezente – cel puțin tranzitoriu – în orice probă naturală care conține 235U (în formă metalică, compus chimic sau minerale). Seria se termină cu 207Pb.
Energia totală eliberată de 235U pentru a se transforma în 207Pb este 46,4 MeV, incluzând energia a pierdută prin neutrini.
| Nuclid părinte | Denumire istorică (scurtă) | Denumire istorică (lungă)    | Mod de dezintegrare     | Timp de înjumătățire | Energie eliberată, MeV | Produs de dezintegrare |
| -------------- | -------------------------- | ---------------------------- | ----------------------- | -------------------- | ---------------------- | ---------------------- |
| 251Cf          |                            |                              | α                       | 900,6 a              | 6,176                  | 247Cm                  |
| 247Cm          |                            |                              | α                       | 1,56·107 a           | 5,353                  | 243Pu                  |
| 243Pu          |                            |                              | β−                      | 4,95556 h            | 0,579                  | 243Am                  |
| 243Am          |                            |                              | α                       | 7388 a               | 5,439                  | 239Np                  |
| 239Np          |                            |                              | β−                      | 2,3565 d             | 0,723                  | 239Pu                  |
| 239Pu          |                            |                              | α                       | 2,41·104 a           | 5,244                  | 235U                   |
| 235U           | AcU                        | Actinouraniu                 | α                       | 7,04·108 a           | 4,678                  | 231Th                  |
| 231Th          | UY                         | Uraniu Y                     | β−                      | 25,52 h              | 0,391                  | 231Pa                  |
| 231Pa          | Pa                         | Protactiniu                  | α                       | 32760 a              | 5,150                  | 227Ac                  |
| 227Ac          | Ac                         | Actiniu                      | β− 98,62% α 1,38%       | 21,772 a             | 0,045 5,042            | 227Th 223Fr            |
| 227Th          | RdAc                       | Radioactiniu                 | α                       | 18,68 d              | 6,147                  | 223Ra                  |
| 223Fr          | AcK                        | Actiniu K                    | β− 99,994% α 0,006%     | 22,00 min            | 1,149 5,340            | 223Ra 219At            |
| 223Ra          | AcX                        | Actiniu X                    | α                       | 11,43 d              | 5,979                  | 219Rn                  |
| 219At          |                            |                              | α 97,00% β− 3,00%       | 56 s                 | 6,275 1,700            | 215Bi 219Rn            |
| 219Rn          | An                         | Actinon, Emanația actiniului | α                       | 3,96 s               | 6,946                  | 215Po                  |
| 215Bi          |                            |                              | β−                      | 7,6 min              | 2,250                  | 215Po                  |
| 215Po          | AcA                        | Actiniu A                    | α 99,99977% β− 0,00023% | 1,781 ms             | 7,527 0,715            | 211Pb 215At            |
| 215At          |                            |                              | α                       | 0,1 ms               | 8,178                  | 211Bi                  |
| 211Pb          | AcB                        | Actiniu B                    | β−                      | 36,1 min             | 1,367                  | 211Bi                  |
| 211Bi          | AcC                        | Actiniu C                    | α 99,724% β− 0,276%     | 2,14 min             | 6,751 0,575            | 207Tl 211Po            |
| 211Po          | AcC'                       | Actiniu C'                   | α                       | 516 ms               | 7,595                  | 207Pb                  |
| 207Tl          | AcC"                       | Actiniu C"                   | β−                      | 4,77 min             | 1,418                  | 207Pb                  |
| 207Pb          | AcD                        | Actiniu D                    | .                       | stabil               | .                      | .                      |